# Germainia grandiflora
Germainia grandiflora är en gräsart som först beskrevs av Stanley Thatcher Blake, och fick sitt nu gällande namn av Chai-anan. Germainia grandiflora ingår i släktet Germainia och familjen gräs. Inga underarter finns listade i Catalogue of Life.